# Juan Alonso Pimentel y Fonseca
Juan Alonso Pimentel y Fonseca (m. 1420) va ser un aristòcrata portuguès, senyor de Bragança, que després va passar a servir al rei de Castella amb l'entrada de la dinastia d'Avís a Portugal, i que va rebre pels seus serveis a la monarquia la senyoria de Benavente, de la que en va esdevenir primer comte el 1398.
Fill de Rodrigo Alonso Pimentel el Bo i de Lorenza de Fonseca. Membre de l'aristocràcia portuguesa, era senyor dels estats de Viñaes, entre d'altres; d'altra banda era majordom major de Ferran I de Portugal, que el va fer senyor de Bragança. Després de la mort sense descendència del monarca, va haver-hi una disputa entre Joan I de Castella i Joan d'Avís, que va quedar vencedor a la batalla d'Aljubarrota (1383) i va ser proclamat rei de Portugal. Pimentel es va declarar contrari al mestre d'Avís i va passar a Castella per servir a Enric III de Castella, a qui va entregar els seus antics estats a Portugal, i a canvi el rei li va fer una concessió per la qual va esdevenir primer comte de Benavente el 1398 establint així la casa dels Pimentel de Benavente a Castella.
Va casar-se amb Juana Téllez de Meneses, germana de la reina de Portugal. El matrimoni va tenir els següents fills:
- Rodrigo Alonso (m. 1440)
- Alonso
- Beatriz
- Teresa de Meneses (va prendre el cognom de la seva mare)

Diu la crònica de Joan II que va morir el 1420 i va ser enterrat a la vila de Benavente, al monestir de San Francisco. Va ser successor seu el primogènit, Rodrigo, que va veure confirmades totes les terres i títols per part del rei.